# Mitsubishi Chemical Holdings
Mitsubishi Chemical Holdings Corporation (株式会社三菱ケミカルホールディングス Kabushiki-gaisha Mitsubishi Kemikaru Hōrudingusu) (TYO: 4188
) er en japanesk kemikalievirksomhed og et holdingselskab. Virksomheden blev etableret i oktober 2005 ved en fusion af Mitsubishi Chemical Corporation og Mitsubishi Pharma Corporation (i dag Mitsubishi Tanabe Pharma Corporation). Koncernen er desuden et at kernemedlemmerne i Mitsubishi-konglomeratet. Mitsubishi Chemical har hovedsæde i Chiyoda i Tokyo og har ca. 54.111 medarbejdere.

## Datterselskaber
- Mitsubishi Chemical
- Mitsubishi Tanabe Pharma
- Mitsubishi Plastics
- Mitsubishi Rayon
- Verbatim Corporation